# Dorfkirche Gehren (Heideblick)

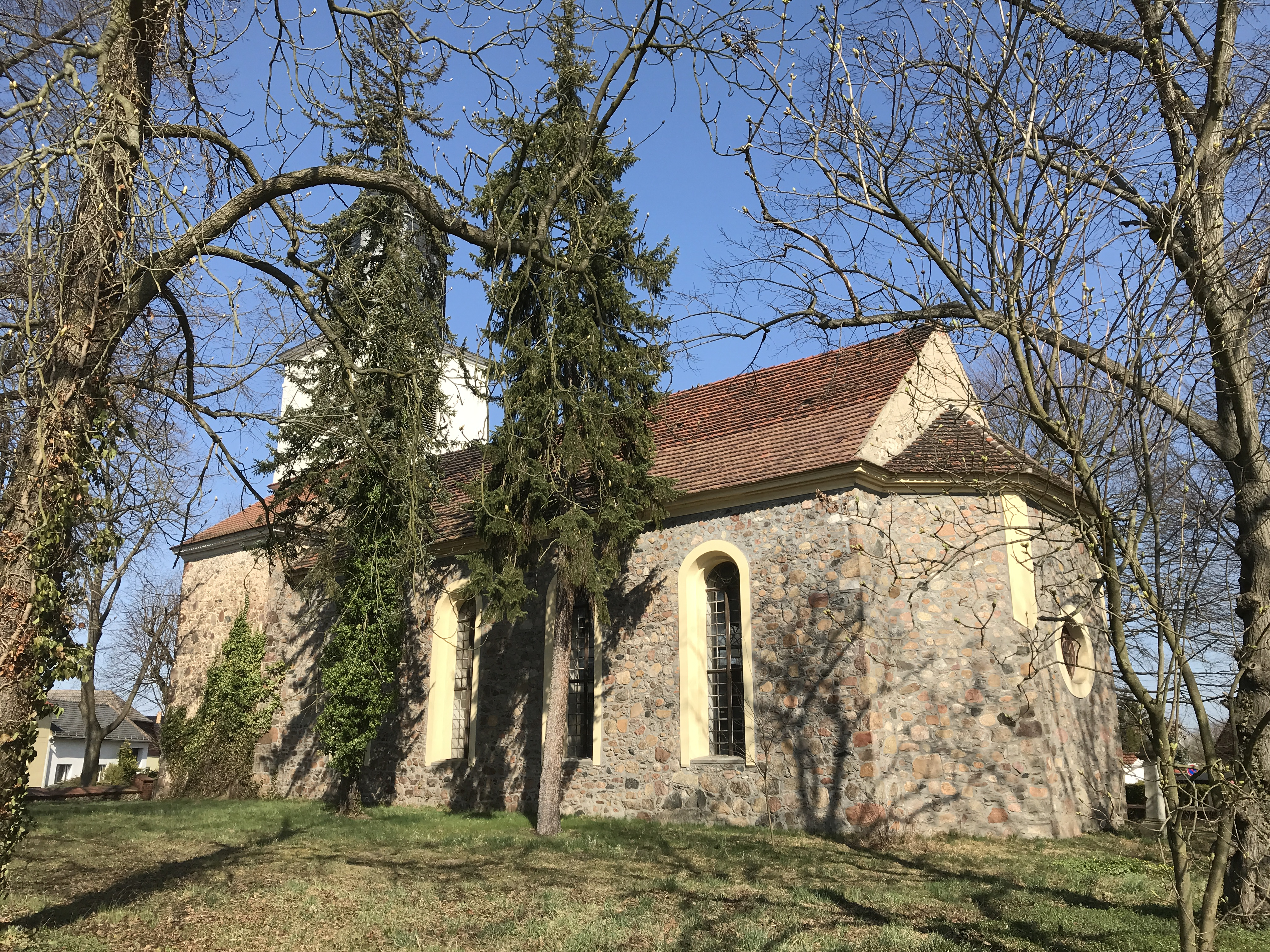
Dorfkirche Gehren

Die evangelische Dorfkirche Gehren ist eine klassizistische Saalkirche in Gehren, einem Ortsteil der Gemeinde Heideblick im Landkreis Dahme-Spreewald im Land Brandenburg. Die Kirchengemeinde gehört zum Kirchenkreis Niederlausitz der Evangelischen Kirche Berlin-Brandenburg-schlesische Oberlausitz.

## Lage
Die Gerostraße umspannt ellipsenförmig den historischen Dorfanger, der sich von Nordwesten in südwestliche Richtung erstreckt. Darauf steht das Bauwerk auf einem Grundstück, das mit einer Mauer aus unbehauenen und nicht lagig geschichteten Feldsteinen eingefriedet ist.

## Geschichte
1810 wurde der spätromanische Vorgängerbau aus dem zweiten Viertel des 13. Jahrhunderts durch einen Brand bis auf die Umfassungsmauern zerstört. Die Kirchengemeinde setzte sich für einen Neubau ein, den der Maurermeister Jacob aus Jüterbog in den Jahren 1823 bis 1825 nach Entwürfen von Carl Mens umsetzte. In den Jahren 1958 bis 1959 sowie von 1990 bis 1999 ließ die Gemeinde die Kirche restaurieren.

## Baubeschreibung
Jacob nutzte für den Bau überwiegend Feldsteine, die weder behauen noch lagig geschichtet wurden. Einzelne Ecksteine, wie am Kirchturm wurden behauen und betonen damit die Form. Die Apsis ist leicht eingezogen und dreiseitig ausgeformt. An seinem Scheitelfenster ist ein großes Ochsenauge mit hölzernem Maßwerk, dessen Form durch eine verputzte Laibung nochmals betont wird. Als weiteres Stilelement ließ Mens zwei verputzte, zapfenförmige Lisenen an das obere Drittel der Chorecken anbringen. Am Übergang zum Dachfirst ist eine umlaufende Voute.
Das Kirchenschiff ist vergleichsweise schlicht gehalten. An der Nordseite sind drei große Rundbogenfenster, die sich annähernd über die gesamte Fassadenhöhe erstrecken. Auch hier wurden die Laibungen durch einen hellen, zweifach getreppten Putz betont. Das mittlere Fenster ist kleiner, darunter in die Laibung eine rechteckige Pforte integriert. An der Südseite sind vier große Fenster derselben Bauart. Chor und Schiff tragen ein schlichtes Satteldach, das mit Biberschwanz gedeckt ist. Der Giebel des Schiffs ist verputzt, mittig eine schmale und hochrechteckige Öffnung, darüber auf dem Dachfirst eine Wetterfahne mit der Jahreszahl 1952.
Der Westturm ist ein wenig breiter als das Kirchenschiff. Er kann von einer rechteckigen Pforte von Westen aus betreten werden. Darüber ist ein Fenster; beide sind – wie am nördlichen Langhaus – optisch durch eine Laibung miteinander verbunden. Weitere Öffnungen existieren nicht. In Höhe des Dachfirsts des Langhauses springt der Turm zurück und geht in eine quadratische, aus hell verputzten Mauersteinen errichtete Turmhaube über. Sie ist mit fünf Blenden gegliedert, mittig je eine Klangarkade. Darauf ist ein achteckiger, mit Schiefer verkleideter Turmhelm, der mit einem Kreuz abschließt.

## Ausstattung

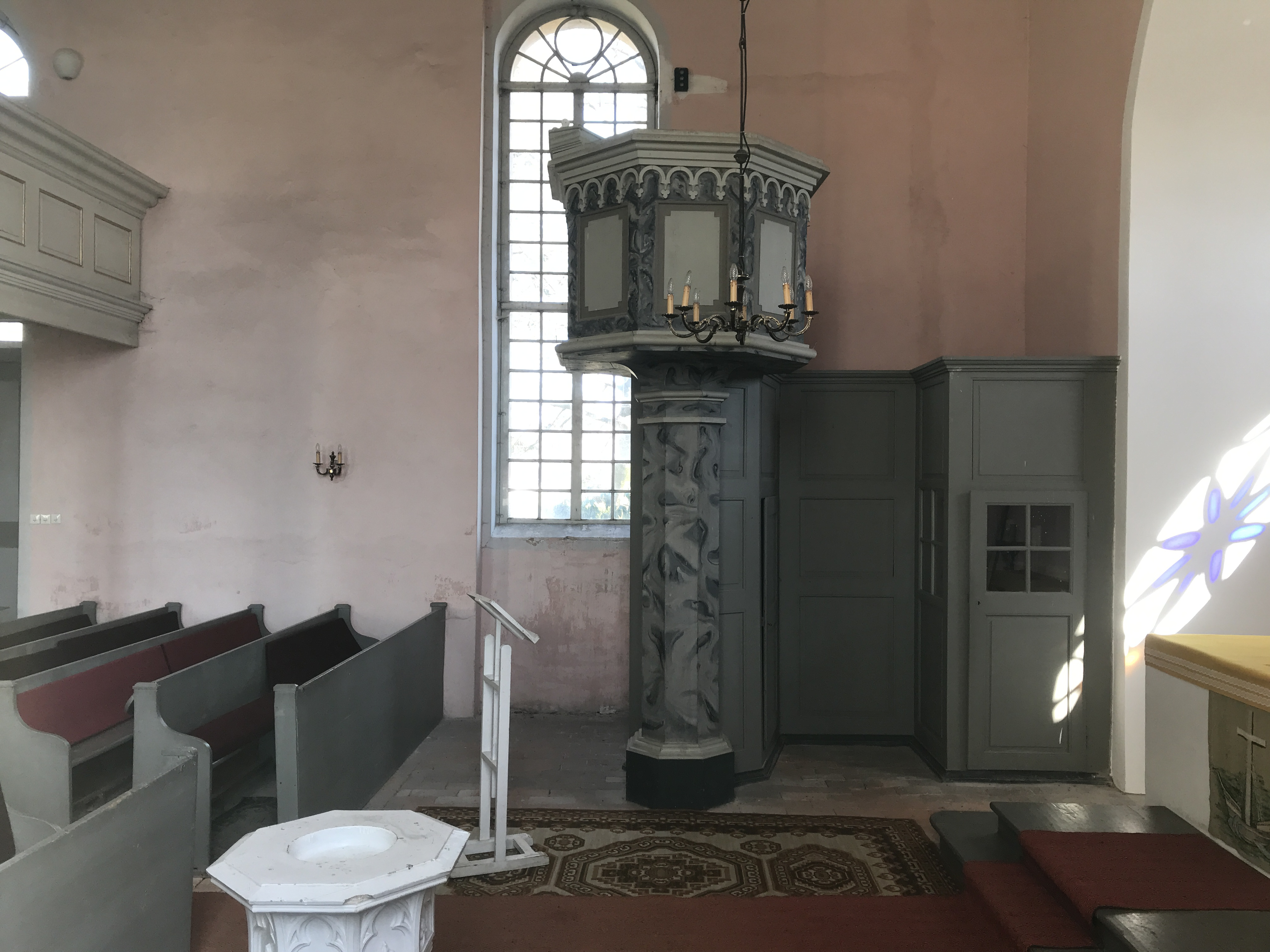
Blick ins Kirchenschiff mit Kanzel

Die Kirchenausstattung stammt überwiegend aus dem ersten Drittel des 19. Jahrhunderts. Die Kanzel wird im Dehio-Handbuch als „ungewöhnlich hoch“ bezeichnet. Sie wurde aus Holz gearbeitet und steht auf einer achteckigen Stütze. Die Brüstungsfelder sind in hellen und dunklen Grautönen gehalten und mit einem Rundbogenfries verziert. Die Orgel stammt aus den 1730er Jahren und wurde vermutlich von Johann Christian Pfennig ursprünglich für die Kirche St. Trinitatis in Finsterwalde erbaut. Die Hufeisenempore besteht ebenfalls aus Holz und ist grau angestrichen. Das Bauwerk ist in seinem Innern flach gedeckt.
Vor der Apsis steht ein Grabstein mit einer unleserlichen Inschrift. Nordöstlich erinnert ein Denkmal an die Gefallenen aus dem Ersten Weltkrieg.